# Awaous lateristriga
Espèce
Statut de conservation UICN

 LC  : Préoccupation mineure
Awaous lateristriga est une espèce de poissons d'eau douce et saumâtre de la famille des Gobiidae.

## Description
Awaous lateristriga peut mesurer jusqu'à 140 mm, queue non comprise. C'est une espèce ovovivipare. Le mâle porte les œufs dans une poche incubatrice située sous la queue.

## Répartition
Ce poisson est une espèce démersale et amphidrome qui se rencontre généralement en eau douce mais que l'on trouve parfois dans les eaux saumâtres des cours d'eau intermittents pendant les saisons sèches. Il est également présent dans les lagons, les estuaires, les champs inondés et les marais marginaux le long des cours d'eau et des rivières. Il se rencontre de manière discontinue depuis le Sénégal jusqu'en Angola en étant également présent au Bénin, au Cameroun, en Côte d'Ivoire, au Gabon, au Ghana, en Guinée équatoriale, en Guinée, au Liberia, au Nigeria, en République du Congo, en République démocratique du Congo, à Sao Tomé-et-Principe, en Sierra Leone et au Togo.

## Systématique
Le nom valide complet (avec auteur) de ce taxon est Awaous lateristriga (Duméril, 1861).
L'espèce a été initialement classée dans le genre Gobius sous le protonyme Gobius lateristriga Duméril, 1861,.
Awaous lateristriga a pour synonymes :
- Gobius aeneofuscus guineensis Peters, 1876
- Awaous guineensis (Peters, 1876)
- Chonophorus bustamantei (Greeff, 1882)
- Chonophorus guineensis (Peters, 1876)
- Chonophorus lateristriga (Duméril, 1861)
- Gobius guineensis Peters, 1876
- Gobius lateristriga Duméril, 1861

### Étymologie
Son épithète spécifique, composé du latin lateris, « latéral », et striga, « strié », fait référence aux huit ou neuf rayures parallèles de couleur blanchâtre présentes sur les côtés et dirigées obliquement de haut en bas et d'avant en arrière.

### Publication originale
- Auguste Duméril, « Poissons de la côte occidentale d'Afrique », Archives du Muséum d'histoire naturelle, Paris, Gide, libraire-éditeur, vol. 10,‎ 1861, p. 241-268 (ISSN 1256-2629, OCLC 436735177, BNF 32701394, lire en ligne).